# 國際音樂理事會
國際音樂理事會（International Music Council，缩写为IMC）成立于1949年，是联合国教科文组织在音乐方面的咨询机构。其宗旨是促进世界音乐文化、音乐教育与音乐研究的交流。总部设在巴黎联合国教科文之家，下设国际音乐家协会、国际音乐教育协会、国际现代音乐协会等机构，现有会员国六十多个，国际组织委员会十八个，个人会员及名誉会员若干。
國際音樂理事會每两年开大会一次。1980年召开第十八届大会，统一每年10月1日为国际音乐日。